# ハイブリッドファイナンス
ハイブリッドファイナンス、とは、エクイティ（普通株式）とデット（シニアローン・普通債券）の中間的性質をもつメザニンファイナンスのうち、特に格付け機関から資本認定されるものを指す。証券形式のものはハイブリッド証券、社債（劣後債）形式のものはハイブリッド債、ローン（劣後ローン）形式のものはハイブリッドローンとも呼ばれる。

## 概要
形式としては、劣後債、劣後ローン、永久債、優先出資証券、優先株などがある。格付け機関から一定の資本認定を受けられる設計にすることで、株式の希薄化や負債の増加を抑え、信用格付けを維持する目的で利用される。

## 要件
格付け機関に普通株式と類似した資本性を認定されるには、以下のような要件があるとされている。
- 返済・償還までの期間

返済・償還の期限がない（無期限・永久）か、極めて長いことが必要である。普通株式には、償還の期限がないためである。
一方で、投資家側は一定期間後に返済・償還されることを期待しており、発行体側に一定期間（ノンコール期間）経過後に期限前返済・償還（コール）のインセンティブが働くように、ノンコール期間後に金利がステップアップ（100bp程度の上乗せ）する仕組みになっている。ノンコール期間は5年以上に設定される場合が多い。
また、コールする場合は、同等以上の資本性を持つ手段で資金調達を約するリプレイスメントの規定が設定される。予め定めた財務水準（資本負債構成等）を満たした場合をリプレイスメントの代替とみなすことも可能である。
- 利払いや配当の繰延

利息や配当の支払いを、発行体の任意または定められた条件に抵触した際に強制的に繰り延べできるようにする必要がある。普通株式は業績悪化時、利益剰余金がないと配当できないためである。
- 破綻時における請求権の順位劣後性

破綻時にシニア債権者（シニアローンの貸付人、普通社債の社債権者）より請求権が劣後する必要がある。普通株式は、シニア債権より回収が劣後するためである。

## 事例
日本国内のハイブリッドファイナンスの一例。
- 森ビル：2008年3月優先株1,100億円[3]、2013年7月優先株700億円[4]、2019年1月劣後債500億円[5]
- 横河電機：2010年2月劣後ローン250億円[6]
- 三菱商事：2015年6月劣後債2,000億円（日本の事業法人として初めての公募債）[7]
- 三菱地所：2016年2月劣後債2,500億円[8]